# Турбиго
Турбиго (итал. Turbigo) је насеље у Италији у округу Милано, региону Ломбардија.
Према процени из 2011. у насељу је живело 7268 становника. Насеље се налази на надморској висини од 149 м.

## Становништво
Према резултатима пописа становништва 2011. у општини је живело 7.389 становника.
| 1931. | 1936. | 1951. | 1961. | 1971. | 1981. | 1991. | 2001. | 2011. |
| ----- | ----- | ----- | ----- | ----- | ----- | ----- | ----- | ----- |
| 3.841 | 4.055 | 4.715 | 5.724 | 6.691 | 7.239 | 7.275 | 7.225 | 7.389 |